# 斯蒂芬·克拉克
斯蒂芬·克拉克（英語：Stephen Clarke，1973年7月21日—），加拿大男子游泳运动员。他曾代表加拿大参加1992年和1996年夏季奥林匹克运动会游泳比赛，其中1992年奥运会获得一枚铜牌。